# منتخب لاتفيا لكرة القدم للسيدات
منتخب لاتفيا لكرة القدم للسيدات (باللاتفية: Latvijas sieviešu futbola izlase) يمثل لاتفيا في رياضة كرة القدم الدولية. ويتحكم فيه الاتحاد اللاتفي لكرة القدم الهيئة الحاكمة لكرة القدم في لاتفيا. ولم يتأهلوا أبدًا إلى البطولة الكبرى.
وتشارك لاتفيا إلى جانب منافسيها في منطقة البلطيق: ليتوانيا وإستونيا أيضًا في كأس البلطيق للسيدات على المستوى المحلي والذي يقام كل عام. وقد فازت لاتفيا بهذه البطولة خمس مرات وكانت المرة الأولى في عام 1997. وكان على اللحظة التالية للانتصار أن تنتظر حتى عام 2011 وفي أعوام 2017 و2018 و2019 فازت لاتفيا بالكأس لثلاث سنوات متتالية.

## التاريخ
في اتحاد الجمهوريات الاشتراكية السوفييتية لم تكن كرة القدم النسائية رياضة معترف بها - في عام 1972 حظرت اللجنة الرياضية في اتحاد الجمهوريات الاشتراكية السوفييتية مسابقات كرة القدم النسائية. ولهذا السبب لم تشارك النساء في أول مباريات كرة قدم رسمية في لاتفيا إلا في عام 1989 عندما أنشئ أول فريق نسائي "لاتفيا". دعيت اللاعبات في الغالب من رياضات أخرى لذلك كان لدى لاعبي كرة القدم استعداد بدني جيد، كما تمت دعوة العديد من اللاعبات من ليتوانيا للمساعدة. في عام 1990 غير اسم الفريق إلى آر إيه أف جيلجافا وشارك في أول بطولة للدوري الأعلى للاتحاد السوفييتي حيث احتل المركز الثامن في المنافسة التي ضمت 24 فريقًا. لعب نادي آر إيه أف موسمًا آخر في الدوري الأعلى للاتحاد السوفييتي، لكن فريقًا آخر من لاتفيا - أوغريس "فورتونا" - تنافس في الدوري الأول للاتحاد السوفييتي. وبعد انهيار الاتحاد السوفييتي، حُلّ فريق "آر إيه أف" المحترف ومن ثم استمرت كرة القدم النسائية في لاتفيا على مستوى الهواة فقط.
في 18 أغسطس 1993 ظهر المنتخب الوطني النسائي اللاتفي لأول مرة ولعب أول مباراة دولية له في بطولة تصفيات بطولة أوروبا وخسر في المباراة الأولى خارج أرضه أمام السويد والتي كانت بالفعل واحدة من أهم دول كرة القدم النسائية في العالم في ذلك الوقت.
بعد بطولة التصفيات الأولى لم تشارك لاتفيا في تصفيات بطولة أوروبا حتى عام 2006. لقد أدخلت بالفعل تغييرات على نظام الاختيار نتيجة عقد البطولة التمهيدية السابقة لأضعف الفرق الوطنية الأوروبية قبل التصفيات وهو ما لم يتمكن المنتخب الوطني اللاتفي من التغلب عليه أبدًا، مما يعني أن لاتفيا لم تتح لها الفرصة لمقابلة أفضل الفرق الوطنية لكرة القدم النسائية في أوروبا لفترة طويلة.
بعد المشاركة في تصفيات بطولة أوروبا للسيدات 1995 انسحبت من جميع التصفيات حتى التصفيات المؤهلة لبطولة أوروبا في عام 2009.
كان سجل لاتفيا عند عودتها إلى التصفيات الدولية ضعيفا. ثم خسرت لاتفيا مباراتيها الأوليين أمام البوسنة والهرسك بثلاثة أهداف قبل أن تخسر بهدف واحد أمام أرمينيا. ولم تكن البطولات المصغرة التي أقيمت بعد كارثة التصفيات أفضل حالاً بالنسبة للاتفيا. في ديسمبر 2008 احتلت لاتفيا المركز الأخير وخسرت 0-3 أمام كرواتيا و0-5 أمام تركيا.

### الانتصار الأول
فازت لاتفيا بأول مباراة رسمية لها في 5 مارس 2011 على ليتوانيا في الدور التمهيدي لتصفيات بطولة أوروبا 2013 بهدف وحيد من جوليا سوكولوفا. ومع ذلك خسرت لاتفيا المباراتين الأخريين أمام لوكسمبورج ومقدونيا وعلى هذا لم يتمكن الفريق من التأهل.

### التأهل الأول لكأس العالم
في عام 2013 شارك المنتخب الوطني النسائي اللاتفي في تصفيات كأس العالم لأول مرة وفي الجولة الأولى من التصفيات تعادلوا 0-0 مع لوكسمبورج في مباراتهم الأولى لكنهم خسروا بعد ذلك 0-2 أمام ألبانيا ومالطا. وبعد أربع سنوات حقق المنتخب الوطني النسائي اللاتفي أول انتصار له في تصفيات كأس العالم، بفوزه على إستونيا 4-0 في التصفيات التمهيدية، ولكن هذا لم يكن كافيا لدخول بطولة التصفيات الأساسية حيث فاز بالمركز الأول في المجموعة المنتخب الوطني الكازاخستاني والذي تعادل معه لاعبو كرة القدم اللاتفيون 2-2.

## العصر الحديث
حقق منتخب لاتفيا لكرة القدم للسيدات أول انتصار له في تصفيات كأس العالم ضد لوكسمبورج. كما حققت لاتفيا فوزها الأول في تصفيات كأس العالم في 24 يونيو 2022 على ليتوانيا في تصفيات كأس العالم للسيدات 2023 الفيفا - المجموعة D بهدف وحيد من نيل تريمان.
في 30 نوفمبر 2021 خسر المنتخب اللاتفي بنتيجة 20-0 أمام إنجلترا في مباراة المجموعة الرابعة في تصفيات كأس العالم للسيدات فيفا 2023 - الاتحاد الأوروبي لكرة القدم. وبعد المباراة حظيت هذه المباراة باهتمام كبير حيث سلطت الضوء على نقاط الضعف في التصفيات ونظام التصفيات الأوروبية للسيدات. وأكد عدد من الخبراء أن مثل هذه المباراة ما كان ينبغي أن تحدث. وقد أثارت هذه المباراة مرة أخرى مناقشات حول العودة إلى مرحلة ما قبل التأهل.

## الملعب
في أكتوبر 2023 قال رئيس الاتحاد اللاتفي لكرة القدم فاديم لاشينكو إن ملعب سكونتو سيصبح المقر الرئيسي لفريق الرجال مع استخدام ملعب دوغافا كبديل ومقر للفرق الوطنية للسيدات والشباب. في السابق لعب فريق السيدات في ملاعب مختلفة بما في ذلك ملعب أركاديا وحديقة أل أن كيه الرياضية في ريغا وملعب سلوكا في يورمالا ومركز زيمجالي الأولمبي في جيلجافا وغيرها.

## طاقم التدريب

### الطاقم التدريبي الحالي
آخر تحديث 18 فبراير 2025
.
| الدور                   | اسم                     |
| ----------------------- | ----------------------- |
| المدرب الرئيسي          | لييني فاسيتي            |
| مساعد المدرب            | يانيس سيجلينش           |
| مدرب حراس المرمى        | داغنيس سوسيس            |
| مدرب لياقة بدنية        | فاليريجس زولنيروفيتش    |
| مدرب محلل               | بحيرات جيكابس           |
| طبيب الفريق             | رابطة ميجا              |
| طبيب الفريق             | مارتينش كاسينز          |
| طبيب الفريق             | كارمينا كيتيجا بوزنياكا |
| مدير المجموعة           | جيفجينيس فاجوكوفس       |
| وسائل التواصل الاجتماعي | أبيتا تاوريينا          |
| مدير الفريق             | مارتا لييلاوس           |

### تاريخ المدير
- فيكتورز لوكينز (1992–1993)
- فلاديمير صربين (1994–1996)
- غريغوريج روزكوفس (1996–1998)
- جيرات ماروسكس (1999–2002)
- أغريس باندوليس (2003–2010)[14]
- ديدزيس ماتيس (2010–2021)
- رومان كفاتشوف (2021–2024)
- لييني فاسيتي (2025-)

## سجل كأس العالم
| نهائيات كأس العالم | نهائيات كأس العالم | نهائيات كأس العالم | نهائيات كأس العالم | نهائيات كأس العالم | نهائيات كأس العالم | نهائيات كأس العالم | نهائيات كأس العالم | نهائيات كأس العالم | نهائيات كأس العالم |
| السنة              | النتيجة            | لعب                | فاز                | تعادل*             | خسر                | له                 | عليه               | فرق                |                    |
| ------------------ | ------------------ | ------------------ | ------------------ | ------------------ | ------------------ | ------------------ | ------------------ | ------------------ | ------------------ |
| 1991               | لم يشارك           | -                  | -                  | -                  | -                  | -                  | -                  | -                  |                    |
| 1995               | لم يشارك           | -                  | -                  | -                  | -                  | -                  | -                  | -                  |                    |
| 1999               | لم يشارك           | -                  | -                  | -                  | -                  | -                  | -                  | -                  |                    |
| 2003               | لم يشارك           | -                  | -                  | -                  | -                  | -                  | -                  | -                  |                    |
| 2007               | لم يشارك           | -                  | -                  | -                  | -                  | -                  | -                  | -                  |                    |
| 2011               | لم يشارك           | -                  | -                  | -                  | -                  | -                  | -                  | -                  |                    |
| 2015               | لم يتأهل           | -                  | -                  | -                  | -                  | -                  | -                  | -                  |                    |
| 2019               | لم يتأهل           | -                  | -                  | -                  | -                  | -                  | -                  | -                  |                    |
| الاجمالي           | 0/8                | -                  | -                  | -                  | -                  | -                  | -                  | -                  |                    |

*تشمل التعادلات مباريات خروج المغلوب التي تم تحديدها في ركلات الجزاء.

## السجل التنافسي

### كأس البلطيق للسيدات
| سجل كأس البلطيق | سجل كأس البلطيق |
| السنة           | النتيجة         |
| --------------- | --------------- |
| 1996            | الوصيف "الثاني" |
| 1997            | الأبطال         |
| 1998            | المركز الثالث   |
| 2003            | المركز الثالث   |
| 2004            | المركز الثالث   |
| 2005            | المركز الثالث   |
| 2006            | المركز الثالث   |
| 2007            | المركز الثالث   |
| 2008            | المركز الثالث   |
| 2009            | المركز الثالث   |
| 2010            | المركز الثالث   |
| 2011            | الأبطال         |
| 2012            | المركز الثالث   |
| 2013            | المركز الثالث   |
| 2014            | المركز الثالث   |
| 2015            | المركز الثالث   |
| 2016            | الوصيف "الثاني" |
| 2017            | الأبطال         |
| 2018            | الأبطال         |
| 2019            | الأبطال         |
| 2021            | المركز الرابع   |
| 2022            | المركز الرابع   |
| المجموع         | 21/21           |

## روابط خارجية
- الموقع الرسمي
- الملف الشخصي للفيفا